# هيونداي بايون
هيونداي بايون هي سيارة رياضية متعددة الأغراض من إنتاج شركة هيونداي موتور الكورية الجنوبية، تم الكشف عنها في مارس 2021 وصممت لكي تناسب السوق الأوروبي.